# Lindholmiola barbata
Lindholmiola barbata е вид коремоного от семейство Helicodontidae.

## Разпространение
Видът е разпространен в Гърция (Крит).